# Garwood (Texas)
Garwood es un lugar designado por el censo ubicado en el condado de Colorado en el estado estadounidense de Texas. En el Censo de 2020 tenía una población de 510 habitantes y una densidad poblacional de 36,02 habitantes por km². Fue incluido como CDP en el censo de 2020.

## Geografía
Garwood se encuentra ubicado en las coordenadas 29°26′59″N 96°23′49″O / 29.44972, -96.39694. Según la Oficina del Censo de los Estados Unidos,  tiene una superficie total de 14,16 km², de la cual 14,06 km² corresponden a tierra firme y 0,10 km² a agua.